# Webroot
A Webroot Inc. egy amerikai magánvállalat, amely internetes biztonságot nyújt magánszemélyek és vállalkozások számára.

## Története
A Webrootot 1997-ben alapították, amikor Steven Thomas elindította a Webroot első kereskedelmi termékét.
2002-ben a Webroot elindította a Webroot Spy Sweeper nevű spyware-blokkoló és eltávolító terméket.
A Webroot 2004-ben lépett be a vállalati piacra a Webroot Spy Sweeper Enterprise-zal.
2008 októberében a Webroot elindította az első fogyasztói biztonsági csomagot, a Webroot Internet Security Essentialst az Egyesült Államokban. A biztonsági csomag nemzetközi kiadása 2009 elején jelent meg. 
2009 augusztusában a Webroot új elnököt és vezérigazgatót nevezett ki.
2010 májusában a Webroot bejelentette, hogy nemzetközi székhelyét Dublinban, Írország fővárosában nyitja meg.
2010 júliusában megjelent a Webroot Internet Security Complete 2011, melyben volt víruskereső és kémprogram-elhárító védelem, tűzfal, online biztonsági mentés, LastPass által engedélyezett jelszókezelés, identitáslopás elleni védelem és az amerikai ügyfelek hitelkártya-felügyelete.
2010 szeptemberében a Webroot regionális irodát nyitott a hollandiai Leidschendamban, amelynek elsődleges célja a Webroot vállalati biztonsági szolgáltatásai termékeinek forgalmazása.
A Webroot Mobile Security for Android 2011. április 5-én indult az okostelefonok és a tabletek számára, ingyenes alapverzióval és fizetett prémium verzióval. Az alkalmazás célja, hogy megvédje az alkalmazásokat a vírusoktól, a webböngészésen keresztül szállított veszélyektől és a mobileszközök elvesztése során keletkező veszélyektől.
2011 októberében a Webroot új generációs termékeket indított el a Prevx felhőtechnológiájával. Ez három alapvető terméket tartalmazott a Windows számára: SecureAnywhere AntiVirus, Essentials, Complete 2012 és az Android-, illetve iOS-mobileszközök biztonsága. 
2014 júliusában a Webroot bejelentette BrightCloud Security Services-ét, amely egy új vállalati portfolió a vállalati szintű vállalkozások számára, beleértve a következő generációs tűzfalak és SIEM-ek integrációját.
2017 szeptemberében a Webroot új elnök-vezérigazgatót nevezett ki.
2019. február 7-én a Carbonite Inc. bejelentette, hogy végleges megállapodást kötött a Webroot felvásárlásáról. 2019. március 26-án a Carbonite megvásárolta a Webrootot 618,5 millió dollár készpénzzel.

## Fordítás
Ez a szócikk részben vagy egészben  a   Webroot című angol Wikipédia-szócikk ezen változatának fordításán alapul.  Az eredeti cikk szerkesztőit annak laptörténete sorolja fel. Ez a jelzés csupán a megfogalmazás eredetét és a szerzői jogokat jelzi, nem szolgál a cikkben szereplő információk forrásmegjelöléseként.